# La història d'Eddy Duchin
La història d'Eddy Duchin (títol original en anglès: The Eddy Duchin Story) és una pel·lícula estatunidenca de George Sidney, estrenada el 1956. Ha estat doblada al català.
Conta la vida d'Eddy Duchin, popular pianista estatunidenc en els anys 1930 i 1940, i mort d'una leucèmia als 40 o 41 anys (la seva data de naixement és incerta). La pel·lícula va rebre quatre nominacions als Oscars el 1957 però no en va guanyar cap.

## Argument[2]
L'èxit de les orquestres als salons de ball i als casinos, ja en franca decadència, reneix gràcies a Eddy Duchin (Tyrone Power), un excepcional pianista que va enlluernar Nova York en els anys 30 i 40.

## Repartiment
- Tyrone Power: Eddy Duchin
- Kim Novak: Marjorie Oelrichs Duchin
- Victoria Shaw: Chiquita
- James Whitmore: Lou Sherwood
- Rex Thompson: Peter Duchin (als 12 anys)
- Mickey Maga: Peter Duchin (als 5 anys)
- Shepperd Strudwick: Sherman Wadsworth
- Frieda Inescort: Mrs Edith Wadsworth
- Gloria Holden: Mrs Duchin
- Larry Keating: Leo Reisman
- John Mylong: Mr Duchin
- Richard H. Cutting: George, capità del Destroyer
- Xavier Cugat :Ell mateix

## Premis i nominacions

### Nominacions
- 1957: Oscar al millor guió original per Leo Katcher
- 1957: Oscar a la millor fotografia per Harry Stradling Sr.
- 1957: Oscar a la millor banda sonora per Morris Stoloff i George Duning
- 1957: Oscar al millor so per John P. Livadary (Columbia SSD)